# Sapphirinidae
Sapphirinidae sind eine Familie parasitisch lebender Ruderfußkrebse (Copepoda). Gewöhnlich ernähren sie sich auf pelagisch lebenden, wirbellosen Wirten wie zum Beispiel Salpidae  und möglicherweise anderem gelatinösen Plankton.
Sapphirinidae sind in den tropischen und subtropischen Ozeanen weit verbreitet. Teilweise bringen Männchen eine Vielfalt brillanter, irisierende Farben hervor. Diese Färbung wird strukturell durch Lagen von hexagonal geformten Guanin Kristallen hervorgerufen, die durch Cytoplasma getrennt sind.

## Merkmale
Mit den Familien Lubbokiidae und Heterorhabdidae sind Sapphirinidae die einzige Familie der Ruderfußkrebse, bei denen die Männchen im Durchschnitt größer sind als die Weibchen. Der Körper der Sapphirinidae ist dorsoventral abgeflacht. Das Naupliusauge ist gut entwickelt mit großen, paarigen cuticularen Linsen am vorderen Rand des Kopfbereiches die sekundär bei männlichen Copilia Arten wieder fehlen. Zumindest bei den Sapphirinidae Weibchen sind gut entwickelte cuticulare Linsen vorhanden. Die Antennula besteht typisch aus fünf Segmenten und ist beim Männchen nicht gekniet (geniculat). Die Antenne ist einästig, besteht aus vier Segmenten und endet in einer kleinen Klaue. Die Maxillula ist einfach mit vier Borsten (Setae), die Maxillipeden beim Weibchen 3-fach, beim Männchen 3- oder 4-fach segmentiert und in einer Klaue endend. Die Schwimmbeine 1 bis 4 sind zweiästig. Die Äste bestehen aus drei Segmenten, lediglich das Endopod der 4. Beine ist oft auf zwei oder ein Segment reduziert. Das unsegmentierte 5. Bein ist lediglich eine Papille die mit zwei Borsten und einem Stachel besetzt ist. Die multiseriaten Eiersäcke sind paarig.

## Systematik
Die Familie der Sapphirinidae  umfasst folgende Gattungen: (Stand: 2. August 2015)
- Copilia Dana, 1849
- Saphirinella Claus, 1863
- Sapphirina J. Thompson, 1830
- Terebellicola M. Sars, 1861
- Vettoria C. B. Wilson, 1924